# Paul Brocchi
Paul Brocchi (Nancy, 1838. május 2. – 1898. augusztus 12.) francia természettudós és agronómus. Zoológiai szakmunkákban nevének rövidítése: „Brocchi”.
Diplomáját a Sorbonne Egyetemen szerezte 1875-ben a természettudományok területén. Diplomamunkájában a tízlábú rákokkal foglalkozott, témavezetője Henri Milne-Edwards zoológus volt. 25 éven át tanított az École pratique des hautes études intézetben, majd Émile Blanchardot követte az  Institut national agronomique Paris Grignon igazgatói székében. 1898 júliusában megkapta a Francia Köztársaság Becsületrendjét.
Pályafutása során számos zoológiai taxont írt le, kiterjedt kutatásokat folytatott az akvakultúra, a méhészet, a selyemhernyó-tenyésztés és az állattenyésztés területén. Tanulmányozta az osztrigatenyésztés és a rákok anatómiáját.
Brocchi volt a szerzője Auguste Duméril Mission scientifique au Mexique et dans l'Amérique Centrale című könyve kétéltűekkel foglalkozó fejezetének. 1898-ban neves értekezése jelent meg a haltenyésztésről La pisciculture dans les eaux douces címmel.
Tiszteletére  a Paracontias brocchii gyíkfajt nevezték el róla.